# Schienenschlacht
Schienenschlacht ist ein 1946 erschienener Film über den Kampf der französischen SNCF-Eisenbahner gegen die deutschen Truppentransportzüge. Ursprünglich war der Film als Dokumentarfilm gedacht, es entstand letztlich jedoch ein Spielfilm.

## Hintergrund
Der Film wurde ab dem 2. April 1945 in der Bretagne, hauptsächlich im Gebiet zwischen Guingamp, Lannion und Saint-Brieuc, gedreht. Das Premierendatum war der 27. Februar 1946, im selben Jahr erfolgte im September die Aufführung bei den ersten Internationalen Filmfestspielen von Cannes. Im Jahr 2010 wurde dort eine restaurierte Fassung des Films vorgestellt.
Der Film wird heute vor dem Hintergrund der Kollaboration vieler Eisenbahner auch kritisch gesehen, weil das Dargestellte nur einem Teil der Gesamtrealität abbildet. Rund 76.000 Juden, Sinti und Roma, Homosexuelle und Unterstützer der Résistance waren unter dem Befehl von Nazi-Deutschen in den Jahren der deutschen Besatzung Frankreichs von SNCF-Beamten in Konzentrations- und Vernichtungslager deportiert worden. Der Film beschrebt die Eisenbahner aber ausschließlich als Helden, dies unterstreicht der emphatische Ton des Off-Sprechers Charles Boyer im Filmoriginal.
Die Szene mit der Entgleisung des deutschen Militärzuges wurde auf der Bahnstrecke im Ausgang des Bahnhofs Trégrom (Departement Côtes du Nord) in Richtung Rennes gedreht. Dort verläuft die Bahnstrecke auf einem Damm über den Fluss Léguer (48°36'18N – 3°24'56O). Die Szene wurde ohne Tricks gedreht. Es handelt sich um einen echten Zug, der für den Dreh auf dem Gegengleis fährt, zur Entgleisung gebracht wurde und ins Tal stürzt. Die Beladung bestand aus echten Fahrzeugen und Panzern der Wehrmacht, die in Frankreich nach Kriegsende in großer Stückzahl verfügbar waren. Bei der Lokomotive handelt es sich um ein Exemplar SNCF Serie 140 C.
Während der Dreharbeiten löste sich vom Zug des Filmteams ein Waggon, der mit einem als Tonstudio dienenden Lkw beladen war, und lief auf der abschüssigen Strecke Richtung Lannion davon. Er überquerte sieben nicht geschlossene Bahnübergänge. Versuche der Eisenbahner, ihn auf dem Abstellgleisen im Bahnhof von Lannion zu bremsen, blieben erfolglos. Der Waggon durchbrach schließlich mit fast 70 km/h zuerst einen Prellbock, anschließend die Bahnhofsmauer und kam auf dem Marktplatz von Lannion zum Stehen. Auf wundersame Weise gab es keine Verletzten.
Für die Kampfszenen wurde echte Munition verwendet, da diese damals leichter zu bekommen war als Platzpatronen.

## Auszeichnungen
- Internationale Filmfestspiele von Cannes 1946: bester Regisseur, Grand prix du festival, Prix du jury international[1]
- Prix Méliès 1947

## Kritiken
„Das mit Laiendarstellern und einem improvisierten Skript gedrehte Werk beeindruckt durch seinen halbdokumentarischen Stil, der vom russischen Revolutionsfilm geprägt war“